# 愛讐のロメラ
『愛讐のロメラ』（あいしゅうのロメラ）は、東海テレビが制作、フジテレビ系列のテレビ局で、2008年9月29日から12月26日まで放送された昼のテレビドラマ。全63回。放送時間は、月曜日から金曜日までの13:30-14:00(JST)。略称は『愛ロメ』。
- 作品の舞台のひとつとなった山梨県にはフジテレビ系の局がないが、TBS系のテレビ山梨で2009年10月20日より月-金曜日16:30から放送された。

## 概要
- 「人を憎み恨むのは、そこに愛があるから」をテーマに、父を交通事故で亡くし、母が家出した貧しい境遇で育ったヒロイン七瀬珠希の15歳から39歳までの波乱の人生を描く愛憎劇の予定だったが、[1]後半は主人公と実母、主人公とその娘との親子愛が描かれた。
- 「ロメラ」とはスペインで歌われる楽曲で「女の巡礼者」の意味である。
- オープニングの番組クレジットの横と提供クレジット横で踊っている人影は、フラメンコダンサーのベニート・ガルシアによるダンスであり、放送日ごとにダンスが少しずつ違っている。劇中のBGMもフラメンコギターやフラメンコ風のヴォーカルが採用されている。

## あらすじ
昭和59年・夏。父親は交通事故で死亡、母親に家出された七瀬珠希は15歳だった。やがて、貧しいが心優しい女性に成長、山梨県のある町で高校を中退して小学生の弟・亮太の面倒をみていた。そこへ母・千尋死亡の知らせが。東京の加賀見病院へ行くと、変わり果てた母の姿があった。珠希を励ますため、お守りのキーフォルダーを差し出す心優しい恭介に惹かれる珠希。義弟・亮太の病気をきっかけに珠希たちは謙治の世話になることになるが、それは謙治による異母兄・英夫への復讐へのひとつの手段であった。
母親の不倫相手であった英夫の息子・恭介から愛を告白されるが、母親の自殺の原因が英夫にあることを知り、憎しみと愛の狭間で苦悩。やがて謙治の罠により英夫殺しの容疑で逮捕されたことで、絶望と後悔の淵に立たされる。
13年後、恭介・悟・亮太の3人の異母兄弟は加賀見病院院長となった謙治の息子になっており、少年院を出た珠希も医師となって加賀見病院で勤務しはじめ、恭介らと再会。父を殺されたと思い込んでいる恭介は、珠希を憎みつつも愛の思いを捨てきれない。やがて愛し合うようになった2人だが、謙治が珠希を陥れたのではないかという亮太の遺書を読み、愛を捨て憎しみに生きる事を決意する。そして珠希は本心を隠したまま日本を去る恭介と別れ、悟と結婚して加賀見家の一員となり、亮太の1年後の命日に悟の子と偽った恭介の娘、彩を出産。
それから11年後、珠希は妻としても母としても医師としても、加賀見家や加賀見病院にとって欠かせない人間となっていた。そんな中、映子が倒れたのをきっかけに長らく日本を離れていた恭介が再び姿を現すが･･･。

## キャスト

### 主人公
加賀見（七瀬）珠希 - いとうあいこ、増山加弥乃(少女期）
謙治と希和子の娘であるが謙治から認知されていない私生児。異母兄・悟の妻で彩の実母。生まれて間もなく両親は離婚。養父に引き取られ、再婚した千尋と連れ子の亮太と暮らすが、養父を交通事故で亡くし、家出した義母・千尋は自殺してしまう。それを知った謙治により珠希姉弟は英夫を院長の座から引き摺り下ろす手段として引き取られる。初恋の人・恭介に惹かれるが、恭介の父・英夫が母の自殺の原因であることを知り、愛と憎しみの間で苦悩する。その事で病院の屋上で英夫と言い争い、英夫を突き飛ばしてしまい、英夫は転落死する。傷害致死容疑で逮捕され少年院に送致される。少年院を出てからは謙治が後見人となり医学部へ進学して医師となるが、勤務先の病院で英夫殺しの噂が広まる度に職場を変える事を余儀なくされ、最後には賢治からの誘いにより加賀見病院で心臓外科医師として勤務。これを機に恭介や悟・亮太と再会し、彼らの恨みをぶつけられた果て亮太から「恨みの結婚」の申し出をされる。その言葉を「姉ちゃん助けて」という亮太のSOSと受け止め、亮太の苦しみを助けたいと結婚に応じたが亮太は婚姻届を出しておらず、13年ぶりに仲の良い姉弟に戻る。植物状態となった亮太を安楽死させ自分も自殺を図るが恭介に助けられる。亮太の遺書から殺人致死事件は冤罪である事を知り、怒りに震える。マスコミから安楽死事件を告発され恭介と共に海外逃亡しようとするが妊娠が発覚。復讐に生きる事を決意し、自分を暴行した悟と結婚し彩を出産。2008年、加賀見家も病院でも実権を握っているが常に復讐心がある。帰国した恭介と再会するが…。

### 加賀見三兄弟
加賀見恭介 -相葉健次、染谷将太（少年期）
加賀見病院院長・英夫と映子の息子。彩の実父。亮太の異母兄。何不自由なく育つが、横暴な父・英夫に反抗し山梨の叔父・謙治の元で暮らす。一目ぼれした珠希が父の自殺した愛人の娘と知りながらも、珠希を愛してしまったことに苦悩していたが、父を失ったことで愛は憎しみに。実は珠希の従兄妹。謙治と再婚した母を嫌ってボストンへ留学していたが帰国、珠希と再会し憎しみをぶつけるが、13年前に起きた真実を珠希から聞くと徐々に心許すようになり、謙治のやり方についていけず反発する。ある雨の夜、珠希の部屋で結ばれたがすぐにそっけなくされる。しかし心の底から珠希を愛しており、共に安楽死事件の罪をかぶりモザンビークへ旅立とうと珠希に航空券を渡したが、珠希は空港に現れなかった。その後はモザンビークで医療に携わっていたが現地で留学時代の友人と出会ったのを機にアメリカへと渡り、アメリカで医師として働くも、珠希が空港に現れなかった経験から人間不信となり、人を心の底から信用しなくなる。2008年、国会議員の希和子を手術するために日本に戻る。日本を後にしようとした時、悟から映子が倒れたという知らせが入り11年ぶりに加賀見病院へ行くと珠希と再会、珠希への憎しみが爆発。日本に残り珠希への復讐を決意する。
小暮（加賀見）悟 - 渋江譲二、布川隼汰（少年期）
謙治と小暮恵の息子であるが謙治から認知されていない私生児。珠希の夫で彩の義父。珠希を思うが、その気持ちは伝わらない。だが実は、珠希の異母兄。謙治が加賀見病院院長になり映子と再婚すると加賀見家に迎えられる。加賀見病院で勤務する同僚として珠希の理解者であるが大人になっても変わらず珠希を愛しており、亮太から身を引くように諭されたうえに、自らの心臓外科医としての未熟さからやけになり珠希の身体を無理やり奪う。妊娠した珠希から求婚され、戸惑いながらも結婚を承諾。珠希が臨月を迎えた時、亮太の遺書を偶然発見してしまい顔をこわばらせる。2008年、加賀見病院の実質的な院長となり家族に囲まれ幸せに暮らしていたが…。
七瀬（加賀見）亮太 - 龍弥(現・太田智也)、宇佐美魁人（少年期）
千尋と英夫の息子であるが英夫から認知されていない私生児。珠希の義弟（実は珠希の従姉弟）。恭介の異母弟。珠希とは血のつながりはないが実の姉だと思って育ち、白血病発病を期に謙治の世話になる。珠希逮捕後は東京の加賀見病院で療養・完治し、謙治が再婚した時に加賀見家の養子になるが、慕い続けていた義姉が殺人を犯したショックや恭介の影響から珠希を激しく恨む。秀慶大学で心理学を学んでいたが、加賀見病院に珠希がいることを知り、屋上から突き落とそうとするが謙治の真の狙いを知り、自分が利用されていた事を知ると加賀見家の人間を恨む。復讐のために珠希に求婚し、さらには加賀見家を破滅させるべく石川と手を組んで「心臓血管センター準備室長」の肩書きを手に入れ、加賀見病院から医師や看護士を大量に引き抜いて経営危機に追い込むが、実は行き場のない恨みに苦悩していた。映子によって準備室長の肩書きを失った後、珠希と仲直りするが、白血病再発で倒れる。自分が珠希の負担にならないよう首吊り自殺を図り、珠希と恭介が蘇生を試みるも植物状態に。それを悲しんだ珠希の手によって薬物を注入され、涙を流しながら安楽死する。生前、事務員の歩美に託した謙治を告発する遺書はその後の珠希たちの運命を変えてしまう。自殺は病気を苦にしただけでなく、自らの死によって謙治への罪の意識を植え付けるためであった。(第1部-第2部の出演)

### 主人公たちそれぞれの両親
加賀見謙治 - うじきつよし
英夫の異母弟。悟と珠希の実父で、彩の母方の実祖父。現在は、映子の夫で加賀美病院の院長。この物語の全ての元凶。加賀美家の愛人の子として生まれ、山梨の診療所に追いやられ、恋人であった映子を奪った正妻の子である兄・英夫に憎悪して嫉妬する。千尋の自殺の原因が英夫であることを知ると、英夫への復讐の手段として珠希と亮太を引き取り養育する。院長殺しの犯人として珠希が逮捕されると、内縁の妻・恵を捨て東京の加賀見病院院長になり、映子と再婚する。英夫の死以来、メスを握れなくなり手術は一切していない。秀慶大学教授のポストを狙うも石川の妨害で話は立ち消えたが、白血病が再発した亮太の骨髄移植より石川の妻の心臓移植手術を優先させることで、虎視眈々と出世の道を狙う。亮太の自殺後は珠希への挑発的な態度は軟化する。2008年、珠希が行った替え玉手術の成果を得て秀慶大学教授に就任するが、高い地位から引きずり下ろそうと企む珠希の策略であった。
加賀見映子 - いしのようこ
英夫・謙治の妻、恭介の実母、悟・亮太の継母、彩の父方の実祖母。謙治とはかつての恋人同士。旧姓は一条。千尋の存在を知っており、千尋の娘である珠希に恭介が恋をしている事を知り珠希を憎んでいたが、その矢先に英夫が転落死したことで珠希への憎しみは増長する。英夫の死後は謙治と再婚し3人の異母兄弟を育てた。
珠希をずっと憎んでいたが、亮太が憎しみのために珠希と結婚することを知り珠希への憎しみは消えてゆく。自ら加賀見病院理事の席を降り、秀慶大学病院理事に就任すると石川を更迭する。
珠希と悟の結婚の意味を見破っていた。2008年、義理の孫・彩の祖母として幸せに暮らしていたが…。
小暮恵 - 北原佐和子
悟の実母、謙治の内縁の妻。過去に悟が火傷を負った事から珠希を憎む。いつか謙治と入籍したいと思っており、謙治が入籍を決めた夜に英夫が死亡。元は山梨中央診療所の看護師であったが、謙治から捨てられた際にもらった慰謝料で銀座に「Club Megu」を開店、店には亮太たち兄弟や仁が通っており店に通う石川教授を操り悟や謙治が出世するよう仕組んでいる。珠希への憎しみは消えているものの、悟が今でも珠希に心惹かれていることを気にしており、二人が結婚する事を知ると悟の身を案じる。2008年、「Meguホールディングス」のオーナーとして経済界で実業家として成功して活動。謙治の遠縁として加賀見家に出入りし孫の彩を見守る。
加賀見英夫 - 名高達男
加賀見病院元院長、珠希の母・千尋の不倫相手。映子の夫で恭介と亮太の実父であり、謙治の異母兄、彩の父方の実祖父。医師としての信頼は高く亮太の治療には最善を尽くしたが、家庭では暴君的存在であり金の亡者。
病院の屋上から転落し、謙治の執刀で緊急手術が行われるが手当ての甲斐なく死亡。死後に謙治が映子に語ったところによると、かつては愛人の子という理由で親類から冷遇されていた謙治のたった1人の味方であり、優しく温かい兄であった。今もなお幻影や悪夢という形で、謙治の目の前に現れるが･･･。(第1部のみ出演)
奥村希和子 - 岡本佳保里
国会議員。珠希の実母、彩の母方の実祖母。かつての謙治の恋人であったが、謙治が山梨の診療所に転勤になった際に別れた。その後結婚し、珠希を生むが離婚。後に珠希の義父と再婚するが、仕事の邪魔になると珠希を捨てて家を出た過去がある。
持病の心臓病の手術をするためにアメリカから恭介を呼び寄せて手術を受ける。そして、恭介から加賀見家への復讐に手を貸して欲しいと頼まれ、手を貸すも謙治との再会や、珠希が自分の捨てた娘であると知ってしまい恭介の復讐から手を引く。(第3部のみ登場)

### 加賀見家の関係者
三枝歩美 - 杏さゆり
病院内部の噂話が大好きな加賀見病院の事務員。珠希と同じアパートの隣の部屋に住んでおり、珠希を慕う。帰国した恭介に一目ぼれし、猛烈にアタックするうちに、13年前の事件や加賀見家の内部事情を知ってしまい、珠希と絶縁宣言する。
亮太の死が安楽死であった事を看護士から聞き出しマスコミにリークする。亮太から託された遺書を読み、復讐の本心を隠す為とはいえ「遺書の中身は亮太の妄想」と誤魔化す発言をし、加賀見家で生きる珠希を嫌う。
偶然見つけた雑誌記事で恭介がアメリカに居る事を知って押し掛け、恭介のマネージャーになっていたが珠希と加賀見病院で再会した時対抗心から自分が恭介の婚約者と嘘をつく。それを理由にアメリカに戻ろうとしていた恭介から日本に置き去りにされそうになり、恭介を引きとめようと亮太の遺書について話した結果恭介が加賀見病院に残る事になり失業。
しかし、恭介への想いから鎌倉の実家と絶縁してまでも彼のそばにいようとする。(第2部より登場)
小暮仁 - 根岸大介
恵の実弟。悟の実の叔父。故郷の青森を抜け出すために山梨へやってきた。診療所の雑用をしているがギャンブル好きで恵を困らせる。珠希を暴行しようとするが恭介に見つかり、口止め料2万円を珠希に渡した事で謙治から激しく叱られる。
英夫の転落事故の際、珠希の破れた服と青ざめた表情を見て警察に通報する。その後はまじめになり、ずっと加賀見病院の事務長として勤務している。2008年、加賀見病院理事の地位に就こうとするが、珠希によってこれまで謙治の意向で行っていた病院の裏金作りが理事会に発覚して、理事就任を取り消され事務長の職も解任されてしまう。
自分が謙治にはめられたと誤解して謙治を刺してしまうが、謙治と和解し身を消す。
七瀬千尋 - 立原麻衣
英夫のかつての愛人、亮太の実母であり珠希の養母。夫の死後も2人の子供を育てていたが、子供を置いて家出、英夫との不倫に疲れ果て服毒自殺してしまう。英夫に宛てた遺書によると自身も末期がんであった。(第1部のみ出演)

### その他
石川恒三 - 山田明郷
秀慶大学医学部長。恭介が自身の娘との見合いを断った事で逆恨みし、珠希の過去を調べ噂を流す。自分が諦めた拡張型心臓手術を加賀見病院にまかせ、手柄を横取りするつもりでいたが、恵から手術についての情報を知った謙治から裏切られた。
ところが加賀見家に復讐したい亮太を巻き込み、加賀見病院の医師やスタッフを他病院に引き抜く。映子によって秀慶大学病院から追われるが、加賀見病院に理事として迎えられたが辞任する。(第2部のみ登場)
加賀見彩 - 山口愛
悟と珠希夫妻の長女として誕生するが、珠希は恭介の子だと感じている。
日本に戻った恭介になつき、珠希や悟の愛を確かめようと恭介のいるホテルに押しかけ、そのまま家に帰らずにいたが、恭介に「誘拐」と称する加賀見家への復讐の目論見に利用される。
そして、恭介や歩美と共に加賀見家へ戻る途中、土手から転んで転落して怪我をする。(第3部のみ登場)
大家 - 絵沢萌子
男の子の母親 - 鹿取洋子
麻酔医 - 有薗芳記
医師 - 多賀啓史
- その他の出演者たち

- 内藤洋平
- 佐竹和久 ‐ 谷村好一
- 児玉謙次
- 紗彩
- 伊佐美紀
- 大村美樹
- 成澤楓子
- 小澤和子
- 藤堂悠紀子
- 松井正樹
- 堀越富三郎

- 北林悌
- 濱田龍司
- 向井恭介
- 原千果子
- かねちくけんじ
- 中西智深
- 吉田芽美
- 手嶋智子
- 持田雅代
- 海島雪

- 中村慧子
- 椎場辰朗
- 清岡祐斐
- 山村貴治
- 沼田隆兵
- 宇宙 (たかおき)
- 赤丸正幸
- 山賀敦弘
- 棟里佳
- 矢崎文也

ナレーション - 吉本多香美
ほか

## サブタイトル
| 回数                                          | 第1週-第2週  | 回数   | 第3週-第6週  | 回数   | 第7週-第8週 | 回数   | 第9週-第13週 |
| 第1回                                         | 鈴のお守り   | 第11回 | 償いの白衣   | 第30回 | 恨みの結婚  | 第41回 | 秘めた企み   |
| 第2回                                         | 病院の息子   | 第12回 | 許されぬ過去 | 第31回 | 震える手    | 第42回 | 再会…        |
| 第3回                                         | 父親の秘密   | 第13回 | 止まった時計 | 第32回 | 病院の危機  | 第43回 | 夫婦の罪     |
| 第4回                                         | 秘めた思い   | 第14回 | 恨みの連鎖   | 第33回 | 兄の犠牲    | 第44回 | 歪んだ家     |
| 第5回                                         | 諦めた恋     | 第15回 | 選択         | 第34回 | 本心        | 第45話 | 隠蔽工作     |
| 第6回                                         | 屈辱         | 第16回 | 再会の傷     | 第35回 | 病魔        | 第46話 | 鈴の決意     |
| 第7回                                         | 手紙の真実   | 第17回 | 復讐の笑顔   | 第36回 | 愛の重荷    | 第47話 | 新たな復讐   |
| 第8回                                         | ぎこちない愛 | 第18回 | 心の深い闇   | 第37回 | 深い眠り    | 第48話 | 非情な決意   |
| 第9回                                         | 屋上の争い   | 第19回 | 戒めの鈴     | 第38回 | 愛の犠牲    | 第49話 | 因縁の糸     |
| 第10回                                        | 長い悪夢     | 第20回 | 大切な音色   | 第39回 | 告発の遺書  | 第50話 | 復讐のメス   |
|                                               |              | 第21回 | 復讐の炎     | 第40回 | 覚悟の結婚  | 第51話 | 恨みの連鎖   |
|                                               |              | 第22回 | 心の底の愛   |        |             | 第52話 | 魔性の女     |
|                                               |              | 第23回 | 冷酷な恩人   |        |             | 第53話 | 許されぬ嘘   |
|                                               |              | 第24回 | とけない心   |        |             | 第54話 | 報復の決意   |
|                                               |              | 第25回 | 偽りの家族   |        |             | 第55話 | 誘拐         |
|                                               |              | 第26回 | 破壊         |        |             | 第56話 | 疑惑の出生   |
|                                               |              | 第27回 | 愛しい弟     |        |             | 第57話 | 聞けない真実 |
|                                               |              | 第28回 | 突然の求婚   |        |             | 第58話 | 小さな掌     |
|                                               |              | 第29回 | 大切な存在   |        |             | 第59話 | 冷たい微笑   |
|                                               |              |        |              |        |             | 第60話 | 復讐宣言     |
|                                               |              |        |              |        |             | 第61話 | 家族の絵     |
|                                               |              |        |              |        |             | 第62話 | 残酷な真実   |
|                                               |              |        |              |        |             | 最終話 | 償い         |
| 視聴率(ビデオリサーチ調べ 関東地区）          |              |        |              |        |             |        |              |
| 最高7.0%(第1回) 最低3.9%(第7回） 全話平均5.3% |              |        |              |        |             |        |              |
| 10月平均5.4% 11月平均5.4% 12月平均5.0%        |              |        |              |        |             |        |              |

## スタッフ
- 制作 - 東海テレビ放送、テレパック
- 企画 - 鶴啓二郎（東海テレビ）
- 脚本 - 清水曙美、吉澤智子、青木江梨花
- 演出 - 杉村六郎(第1,3,5,6,9,13週)、藤尾隆（第2,4,7,8,10,12週,テレパック）、長郷三郎（第11週）
- プロデューサー - 高村幹（東海テレビ）、沼田通嗣（テレパック）
- 音楽 - コーニッシュ
- 音楽制作 - インスパイア・ホールディングス
- 協力 - バル・エンタープライズ、アックス、金井大道具、マエヤマ、アートメイクトキ、東京衣裳、アサヒ植木装飾、緑山スタジオ・シティ、バウムレーベン、テレフィット、京阪商会　ほか
- 美術協力 - ブラウン、フィリップス、タチカワブラインド、CONVERSE、ete ほか
- 衣装協力 - アプロン商事、ジオン商事、ジュネビビアン、マダムサキ、夢展望、アンヴィモード　ほか
- 持ち道具協力 - CONVERCE、モンブラン、YUICAIN、MIKATEI　ほか
- 撮影協力 - 富士の国やまなしフィルムコミッション、山梨市、北杜市、フルーツパーク富士屋ホテル、ホテル甲斐路、北杜市フィルムコミッション、リストランテ・ルクソ白金、筑波記念病院、アーバンヴィラ古名屋ホテル　ほか
- 医療指導 - 山本昌督、田中俊尚(日本医科大学高度救命救急センター)
- 手術指導 - 冨名腰文人
- 医療美術 - 井口浩
- 広報 - 庄野俊哉（東海テレビ）、山本章子（東海テレビ）

## 主題歌
- 「花の首飾り」仲村瑠璃亜　（U-Can　ザ・タイガースのカバー）

## 携帯コミックス
- 10月下旬より、東海テレビ昼ドラ公式有料サイト『昼ドラ倶楽部』にて携帯コミックスが配信されている。
  - 原作 - 清水曙美、吉沢智子
  - 作画 - 葵カンナ